# Pseudocobelura prolixa
Pseudocobelura prolixa är en skalbaggsart som först beskrevs av Bates 1864.  Pseudocobelura prolixa ingår i släktet Pseudocobelura och familjen långhorningar. Inga underarter finns listade i Catalogue of Life.